# Condado de Phillips (Kansas)
El condado de Phillips (en inglés: Phillips County), fundado en 1867, es uno de 105 condados del estado estadounidense de Kansas. En el año 2005, el condado tenía una población de 5,504 habitantes y una densidad poblacional de 2 personas por km². La sede del condado es Phillipsburg. El condado recibe su nombre en honor a la William Phillips. 

## Geografía
Según la Oficina del Censo, el condado tiene un área total de 2318 km² (895 mi²), de la cual 2295 km² (886,1 mi²) es tierra y 22 km² (8,494208494209 mi²) (0.96%) es agua.

### Condados adyacentes
- Condado de Harlan, Nebraska (norte)
- Condado de Franklin, Nebraska (noreste)
- Condado de Smith (este)
- Condado de Rooks (sur)
- Condado de Graham (sureste)
- Condado de Norton (oeste)

## Demografía
Según la Oficina del Censo en 2000, los ingresos medios por hogar en el condado eran de $35,013, y los ingresos medios por familia eran $41,638. Los hombres tenían unos ingresos medios de $29,609 frente a los $17,827 para las mujeres. La renta per cápita para el condado era de $17,121. Alrededor del 10.00% de la población estaban por debajo del umbral de pobreza.

## Transporte

### Autopistas principales
- U.S. Route 36
- U.S. Route 183
- Ruta Estatal de Kansas 13
- Ruta Estatal de Kansas 121
- Ruta Estatal de Kansas 383

## Localidades
Población estimada en 2004;
- Phillipsburg, 2,473 (sede)
- Logan, 555
- Agra, 283
- Kirwin, 217
- Long Island, 146
- Prairie View, 133
- Glade, 108
- Speed, 42

### Áreas no incorporadas
- Stuttgart
- Woodruff

### Municipios
El condado de Phillips está dividido entre 25 municipios. El condado tiene a Phillipsburg como una ciudad independiente a nivel de gobierno, y todos los datos de población para el censo e las ciudades son incluidas en el municipio.

## Educación

### Distritos escolares
- Thunder Ridge USD 110 (Consolidation of Agra-Eastern Heights and Kensington-West Smith County)
- Phillipsburg USD 325
- Logan USD 326